# Hermann Christ

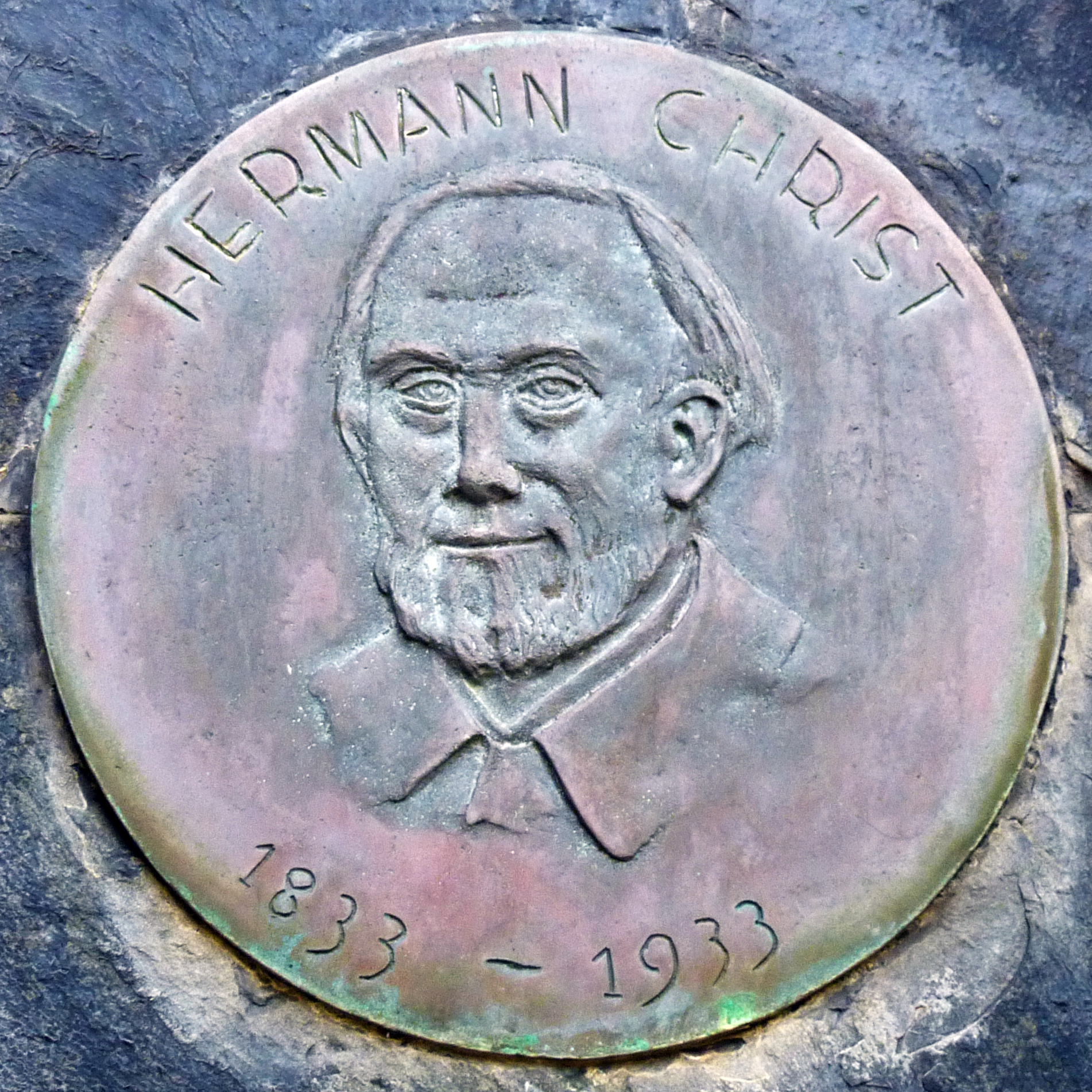
Bronsplakett i Las Palmas på Gran Canaria.

Konrad Hermann Heinrich Christ, född den 12 december 1833 i Basel, död den 23 november 1933 i Riehen, var en schweizisk botanist, som hade specialiserat sig på ormbunkar. Auktorsnamnet H. Christ kan användas för Hermann Christ i samband med ett vetenskapligt namn inom botaniken; se Wikipediaartiklar som länkar till auktorsnamnet.
Christ studerade juridik i Basel och Berlin, varefter han 1856 promoverades till juris doktor i Basel. Han var därefter verksam som advokat i hemstaden. Christ blev appellationsdomare där 1895 och Landesgerichtsrat i Ricken vid Basel 1911. På lediga stunder bedrev han omfattande botaniska studier. Christ blev hedersdoktor i Basel 1885 och Genève 1909. Han blev ledamot av Leopoldina samma år som han dog.